# Узункуль (озеро, Башкортостан)
Узункуль — озеро в бассейне реки Малый Кизил на Южном Урале. Находится в понижении между хребтами Куркак и Узункыр. Название произошло от башкирского слова оҙон «длинный» и күл «озеро». Из озера вытекает река Клы. Объём воды — 9,2 км³. Площадь поверхности — 4,6 км². Высота над уровнем моря — 498,2 м.
Рядом расположены селения Узунгулово, Озёрный.
С восточной стороны — гора Ташьяр (545,3 м). Озеро тектонического образования, возникло в базальтах, риолитах, яшмах карамалыташской свиты среднего девона. Котловина озера вытянутая, дно пологое, покрыто сапропелем. Озеро сточное, из озера вытекает река Клы (бассейн Малого Кизила). Пополнение водой смешанное с преобладанием поверхностного. Пресноводное эвтрофное озеро.
Северные и южные берега пологие, западные и восточные — крутые. Окрестности покрыты сосновыми и берёзовыми лесами на светло-серых лесных горных почвах. Побережье представлено лесными и луговыми видами растений, такими как крапива двудомная, полынь, тимофеевка, типчак.
Среди ценных природных территорий, перспективные для учреждения различных категорий ООПТ, называется болото Кульбаш (включая северную часть оз. Узункуль).
Произрастают вейник тростниковидный, осока, тростник и другие. В озере обитают верховка, караси, лягушки озёрная и остромордая и другие, на побережье — утка серая, чайка озёрная. Запасы рыбы пригодны для промышленного рыболовства.